# Cernadelo
Cernadelo is een plaats (freguesia) in de Portugese gemeente Lousada en telt 728 inwoners (2001).